# La Vie miraculeuse de Thérèse Martin
Pour plus de détails, voir Fiche technique et Distribution.
La Vie miraculeuse de Thérèse Martin est un film français réalisé par Julien Duvivier d'après Histoire d'une âme de Thérèse de Lisieux, sorti en 1930.

## Fiche technique
- Titre français : La Vie miraculeuse de Thérèse Martin
- Réalisation : Julien Duvivier
- Scénario : Julien Duvivier d'après Histoire d'une âme de Thérèse de Lisieux
- Production : Vandal et Delac
- Décors : Christian-Jaque
- Photographie : René Guichard et Armand Thirard
- Pays d'origine :  France
- Format : Noir et blanc - 1,33:1 - Film muet
- Date de sortie : 
  - France : 11 avril 1930
  - Portugal : 21 mars 1932

## Distribution
- Simone Bourday : Thérèse de Lisieux
- André Marnay : Le curé
- François Viguier : Satan
- Lionel Salem : Louis Martin
- Pierre Blondy
- Suzanne Christy